# Matt Cecchin
Matt Cecchin est un arbitre de rugby à XIII australien. Il est l'un des meilleurs arbitres des années 2000 et 2010. Il officie depuis 2001 dans la National Rugby League en ayant près deux cents matchs à son actif. Il a également officié lors du Tournoi des Quatre Nations (2011) ainsi qu'au State of Origin (2012 et 2017) et City vs Country Origin (2010).

## Biographie
Le père de Matt Cecchin, Vic Cecchin, est un ancien joueur des Jets de Newtown. En 2012, il est le premier arbitre de la NRL à révéler son homosexualité, à l'instar du joueur Ian Roberts en 1995.
Matt Cecchin commence sa carrière en arbitrage lors de rencontres en Metro Cup. Il fait ses débuts en National Rugby League lors d'une rencontre entre les Warriors de New Zealand et les Eagles de Northern le 1er juin 2001 à la suite d'une blessure de Steve Clark. Son premier match en intégralité en NRL intervient le 14 juillet 2001 entre les Tigers de Wests et les Cowboys de North Queensland. Au cours de sa carrière en NRL, il a notamment arbitré la finale de la NRL en 2011 et 2016.
Il a également pris part au State of Origin (2012 et 2017) et City vs Country Origin (2010), ainsi qu'au Tournoi des Quatre Nations (2011).

## Palmarès
- Arbitre de la finale de la National Rugby League : 2011 et 2016.
- Arbitre du Tournoi des Quatre Nations : 2011.
- Arbitre du State of Origin : 2012 et 2017.
- Arbitre du City vs Country Origin : 2010.